# کارکس اسکپاریا
کارکس اسکپاریا (نام علمی: Carex scoparia) نام یک گونه از سرده جگن است.